# 워싱턴주
워싱턴주(영어: State of Washington, 문화어: 워싱톤주)는 미국 태평양 연안 북서부에 있는 주이다. 주 명칭은 첫 대통령인 조지 워싱턴에서 왔다. 서쪽으로 태평양과 접하며, 남쪽으로는 컬럼비아 강을 경계로 오리건주, 동쪽으로는 아이다호주, 북쪽으로는 캐나다 브리티시컬럼비아주와 접한다.
조지 워싱턴이 서거한 후, 이 지역이 미국에 편입될 당시, 조지 워싱턴을 기리는 마음으로 주기 중간에 조지 워싱턴의 초상화를 넣었고, 이 주기를 지금까지 사용하고 있다.
이 주는 전반적인 민주당 지지 주이다. 최근 선거에서 모두 민주당 후보가 이 주를 확보하였다. (2012년 버락 오바마, 2016년 힐러리 클린턴, 2020년 조 바이든, 2024년 카멀라 해리스)

## 역사

### 유럽인의 탐험 전의 시대
백인들이 오기 수천년 전에 워싱턴 지방에는 많은 미국 원주민들이 살고 있었다. 플래토 인디언 종족들의 단체가 캐스케이드산맥 동부의 평야와 강의 협곡에 살고 있었다. 이 종족들은 콜빌, 케유즈, 네즈 퍼스, 오캐노건, 스포케인과 야키마 족을 포함하였다. 또한 치누크, 클랠럼, 클래촙, 니스퀄리, 누크색과 퓨얄루프 족을 비롯한 인디언들이 캐스케이드산맥의 서부에 살았다. 이들은 주로 연어와 다른 물고기 잡이를 하면서 살았다. 추가로 그들은 야생 과일과 채소 채집을 하였다.

### 발견과 탐험
태평양 북서부를 본 첫 백인들은 1500년대 동안에 캘리포니아 연안을 따라서 북쪽으로 항해를 하던 스페인과 영국인 탐험가들로 여겨진다. 1700년대 중반 이후 러시아의 모피 교역자들이 현재의 알래스카에 정착하였다. 스페인인들은 러시아인들이 남쪽으로 이동할 것 같은 위협에 놓였다. 이를 막기 위하여 스페인은 몇몇의 원정대를 보냈다. 1775년, 기록상으로 브루노 에세타와 후안 프란시스코 데 라 보데가 이 콰드라가 오늘날 워싱턴주에 처음으로 도착한 유럽인 탐험가이다. 그들은 이 지방에 대한 스페인의 영유권을 주장하며, 많은 섬들과 연안 지대들에 스페인식 이름을 지었다. 1778년 그 지역에 도달한 첫 영국인 탐험가는 제임스 쿡 선장이었다. 폭풍우 같은 날씨의 이유로 그는 연안에 손을 대거나 거의 보지 않았다. 다른 영국인 탐험가 조지 밴쿠버는 1792년 퓨젯사운드와 조지언만을 측량했다. 영국은 쿡과 밴쿠버의 탐험 이후 이 지역에 기지를 두었다. 미국인 로버트 그레이 선장은 보스턴 회사 소속으로서 모피 교역 탐험에 앞장섰다. 그레이는 현재 그의 이름을 딴 항구로 항해하여 들어갔다. 1792년 그는 컬럼비아 강의 입구에 도달하였다. 컬럼비아 강에서 그레이의 도착은 훗날 지방에 대한 미국의 영유권 주장을 위한 근거가 되었다. 1805년 탐험가 메리웨더 루이스와 윌리엄 클라크는 로키산맥을 넘었다. 그들은 컬럼비아 강에 도달하여 태평양으로 가는 길을 따랐다. 그들의 항해는 노스웨스트 준주에 미국인들의 두번째 주장을 주었다. 1807년과 1811년 사이에 영국인들은 캐나다의 탐험가이자 지리학자 데이비드 톰슨이 컬럼비아 강에서 태평양으로 여행했을 때에 자신들의 주장에 강화하였다.

### 정착 시대

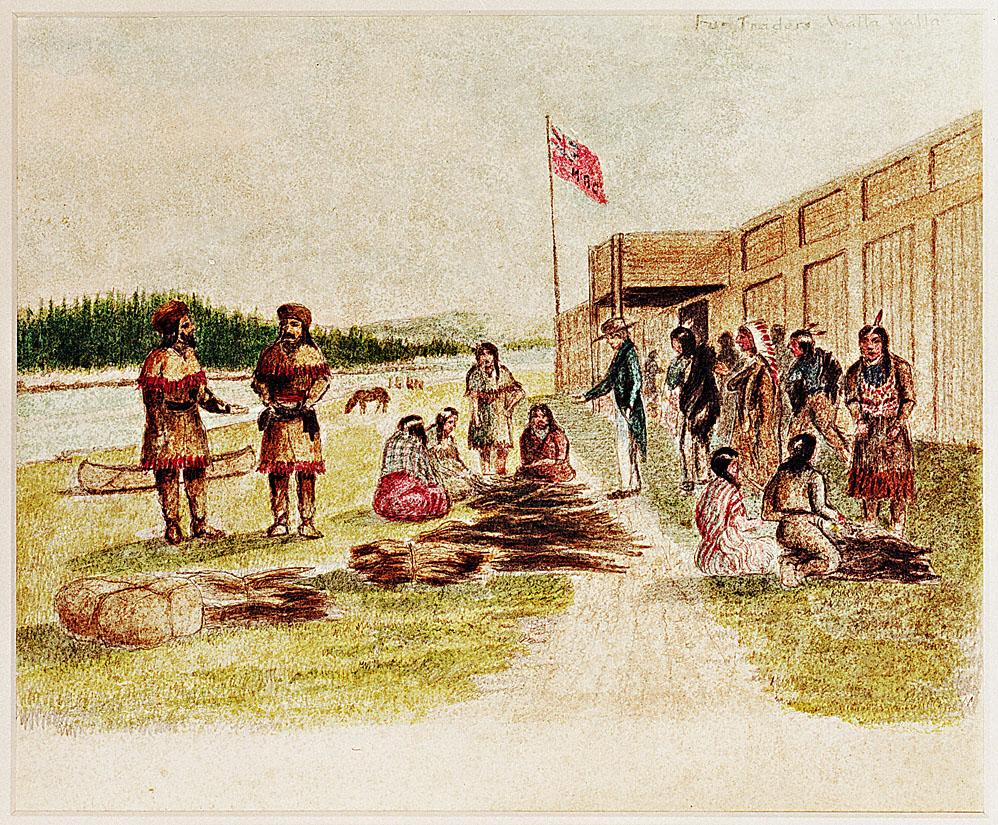
네즈 퍼세스 요새에서의 모피 교역 (1841년)

1800년대 초반 동안에 영국과 미국의 모피 교역인들의 활동이 있었다. 1810년 캐나다의 노스웨스트 회사는 인디언들과의 교역을 목적으로 오늘날의 스포캔 근처에 스포캔 하우스를 설립했다. 1811년 미국의 무역인 존 제이컵 애스터에 의하여 오늘날 오리건의 애스터리아에 모피 교역지를 세우기 위해 보내졌다. 애스터의 회사는 포트 오캐노건을 설립했다. 이 정착지는 지금의 워싱턴주 안에 세워진 첫 미국인 정착지이다.
미영 전쟁 동안에 애스터의 회사는 자신들의 교역지를 포기하였다. 전쟁이 끝나자, 영국과 미국 두 나라는 자신들의 로키산맥 서부 영토들을 분리하는 데 경계선에 동의하지 못하였다. 1818년 그들은 두 나라의 시민들이 오리건 카운티로 불린 지방에서 지속적으로 교역과 정착을 허락하는 조약을 맺었다. 허드슨 만 회사의 존 맥러글린은 컬럼비아 강에 포트 밴쿠버를 완공하였다.
1840년대 많은 미국인들이 오건 카리운티에 정착하였다. 미국과 영국 간의 경계선 논쟁은 1844년 미국 대통령 선거 운동 동안 절정에 도달하였다. 미 대통령 후보 제임스 K. 포크는 선거 운동 기간에 위도 54°40’이남의 지방의 전부를 가져야 한다는 주장을 적극적으로 펼쳤다.
1846년 포크 대통령은 영국과 워싱턴주의 현재 북부 경계인 49선에 경계선을 세우는 조약을 맺었다. 이로서 영국은 밴쿠버섬을 지키게 되었다. 퓨젯사운드에 위치한 산 후안 섬들의 소유권 분쟁은 1872년까지 지속되었다. 그 해에는 논쟁을 가라앉히는 데 청구한 독일의 황제 빌헬름 1세는 미국인들의 호의에 다스렸다.

### 준주 시대
워싱턴주가 일부였던 오리건 준주를 창설한 선언이 1848년 미국 의회를 통과하였다. 조지프 레인 장군이 총독에 임명되었다. 1853년 밀러드 필모어 대통령은 워싱턴 준주를 창설하는 선언에 서명하였다. 이 지방은 오늘날의 워싱턴주, 아이다호 북부와 몬태나 서부를 포함하였다. 수도는 올림피아에 수도를 설립하였다. 필모어 대통령은 새 준주의 첫 지사에 아이잭 잉골스 스티븐스를 임명하였다.
스티븐스는 백인 정착자들을 위한 더 많은 준주를 해방시키고 인디언들을 보호 구역에 넣는데, 인디언들과 조약들을 추구하였다. 연안 지대이 인디언들은 조약들을 맺었다. 그러나 1855년 플래토 인디언들과 맺은 조약들에 그의 노력들은 전쟁으로 이끌었다. 야키마 인디언의 추장 캐미어킨이 전쟁하는 종족들을 지도하였다. 1858년 인디언들이 포 레이크스 근처에서 전투를 패한 후, 곧 싸움이 끝났다.
1859년 오리건이 주가 되었을 때에 워싱턴 준주는 현재 아이다호와 와이오밍의 일부를 포함하는 데 확장되었다. 워싱턴은 1863년 아이다호 준주가 설립되었을 때 그 오늘날의 경계선들을 받았다. 1860년 아이다호, 오리건과 브리티시컬럼비아에서 부분적으로 황금이 발견되어 많은 정착자들이 워싱턴으로 흘러들어왔다. 그러나 워싱턴에는 주요 황금의 발견들이 없었다.

### 주 승격 이후

1887년 경의 시애틀

1883년 동부와 연결된 철도의 완공이 많은 정착자들을 데려왔다. 1889년 11월 11일 벤저민 해리슨 대통령은 준주를 주로서 선언하였다. 준주의 전 총독 엘리샤 페리가 워싱턴주의 초대 주지사로 선출되었으며, 올림피아는 주도로 남아 있었다.
1890년부터 1900년 사이에 워싱턴주 동부의 사막 같은 대지들의 일부가 자극에 의하여 교정되었다. 밀의 농장주와 과일 재배자들의 큰 수가 주에 왔다. 1900년으로 봐서 밀밭과 과수원들에 의하여 방목지가 대체되었다. 재목, 수산업과 광업이 재빠르게 증가하였고, 극동과 알래스카로 가는 해운업이 지도적인 활동이 되었다. 새운업은 항구들과 철도의 중심지들의 부유에 추가되었다. 주는 또한 클론다익크와 알래스카의 골드 러시(1897~98)에 의하여 거대하게 이득을 얻었다. 시애틀은 투기자들을 위한 주요 공급의 중심지로서 대다수의 이득을 얻었으나, 워싱턴주의 서부의 모든 지역에 인구가 번창하였다. 주의 동부의 농부들도 이득을 얻었다.

### 1900년대 초반

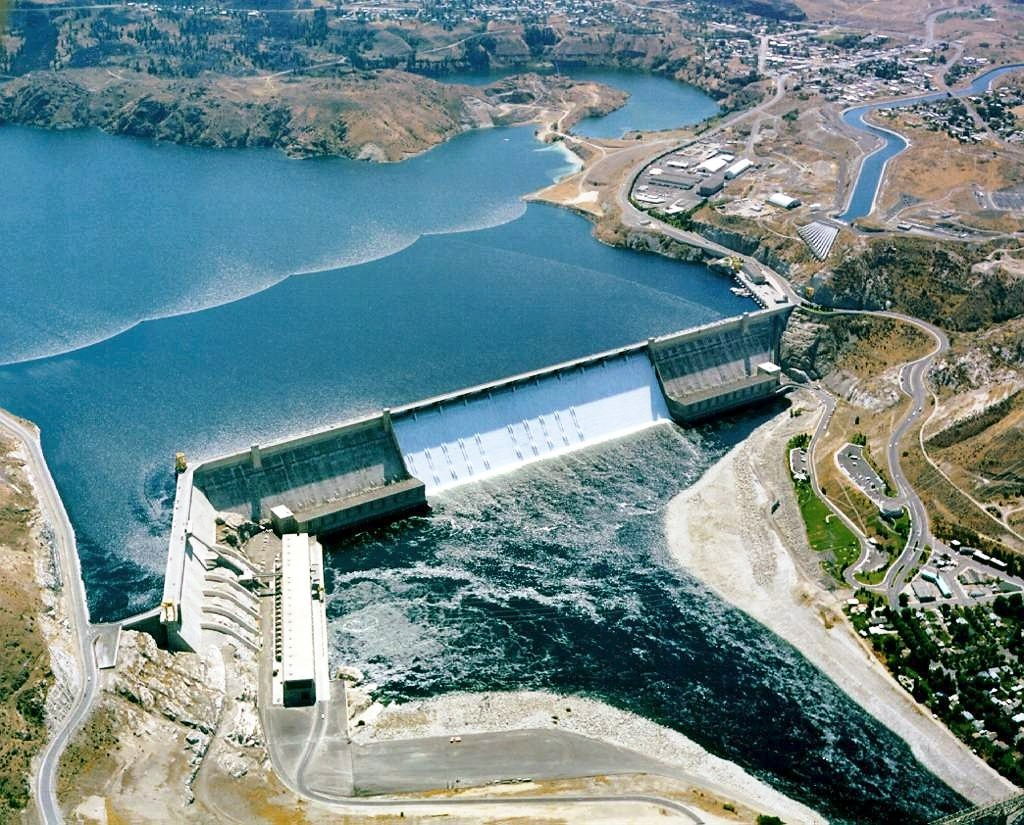
1941년에 완공된 그랜드 쿨리 댐

1909년 알래스카-유콘-태평양 박람회가 시애틀에서 열려 시애틀 항구의 증대에 축제를 벌였다. 1917년 미국이 제1차 세계 대전에 참전한 후, 워싱턴주의 경제는 필요하던 임업 제품, 농업 상품과 전쟁 노력을 위한 군함을 마련하면서 북새통이 되었다.
결성된 노동은 전쟁 동안에 힘을 얻었다. 1918년 전쟁이 끝날 때에 노동 조합은 그들의 일자리가 없어질 위기에 놓였다. 산업의 권력에 항의하는 데, 1919년 2월 시애틀에서 대략 60,000명의 근로자들이 자신들의 직업을 떠나 국가의 첫 총파업에 들어갔다. 1930년대 동안의 대공황은 많은 산업들에 거대한 축소를 가져왔다. 식품 가공업이 워싱턴주의 유일하게 안정된 산업이었다. 작은 규모애 계속 생산한 다른 산업들은 금속업과 항공기 건조를 포함하였다. 본빌과 그랜드 쿨리 댐들의 건설업과 함께 한 이 활동들은 1930년대 후반에 주가 번영을 다시 얻는 데 도움을 주었다.

### 1900년대 중반
제2차 세계 대전이 일어나는 동안에 워싱턴주의 산업들이 항공기와 배들을 생산하였다. 트럭과 열차의 건조, 목재 제품의 산업과 농업에 확장이 일어났다. 1943년 정부는 주의 남동부에 원자력 센터인 핸퍼드 워크스를 설립하였으며, 첫 원자 폭탄을 만드는 도움을 주었다. 1960년대에는 전기를 생산하기 시작하였다. 후에 미국 에너지부의 핸퍼드 사이트로 알려졌다.
많은 워싱턴주의 도시들은 군사 기지들의 건설과 확장의 결과로서 번창하였다. 전쟁이 끝난 후, 수천명의 사람들이 알루미늄과 항공기 산업에 새로운 경력들을 짓는 데 머물러진 방어 지대들에 일하러 주에 들어왔다. 임업 제품들과 농업의 중요성이 전쟁이 끝난 후, 워싱턴주에서 쇠퇴하였다. 하지만, 주의 중부에 있는 농장들은 컬럼비아 강 자극 프로젝트들의 확장으로부터 이익을 얻었다. 이 프로젝트들은 강에 연방적인 댐들의 건설로부터 결과를 가져왔다. 컬럼비아 강의 개발은 내륙의 항구들의 번창으로 이끌어 강의 선박을 증가시켰다. 1964년 미국과 캐나다는 컬럼비아 강과 그리로 연결되는 시냇물들에 수력 발전과 강 통제 프로젝트들을 위한 협동적 계획을 찬성하였다.
1962년 시애틀의 첫 세계 박람회인 센추리 21이 열려 주의 중요한 산업인 관광업의 진흥에 도움을 주었다. 정기 장터와 건물들과 605 피트(184 미터)의 스페이스 니들 관측 타워다 연중 무휴의 시민들과 관광객들의 중심지가 되었다. 시애틀과 그 외곽들은 2개의 주요 오락 지역들인 워싱턴 호와 엘리엇 만의 수질 오염을 정화시키는 데 1억 3천만 달러를 소비하였다. 1968년 시애틀 지역의 투표인드른 "전진의 밀침"이라 불리는 3억 3천 3백만 달러의 향상 프로그램을 찬성하였다. 계획들은 공원과 오락 시설들의 1억 1천 8백만 달러 확장을 포함하였다.
1960년대 후반에는 시애틀과 퓨젯 사운드 지역에 산업과 인구가 빠르게 증가하기 시작하였다. 확장의 중요한 이유는 보잉사의 번영이었다. 전쟁 시기에 주요 군사 전투기의 생산 회사였던 보잉사는 상업적 제트기와 우주선 산업들에 확장되었다. 한번은 거의 10 퍼센트 가까운 워싱턴주의 노동력은 제트키 와 그것에 관계된 비지니스들에 고용되었다.

### 1900년대 후반

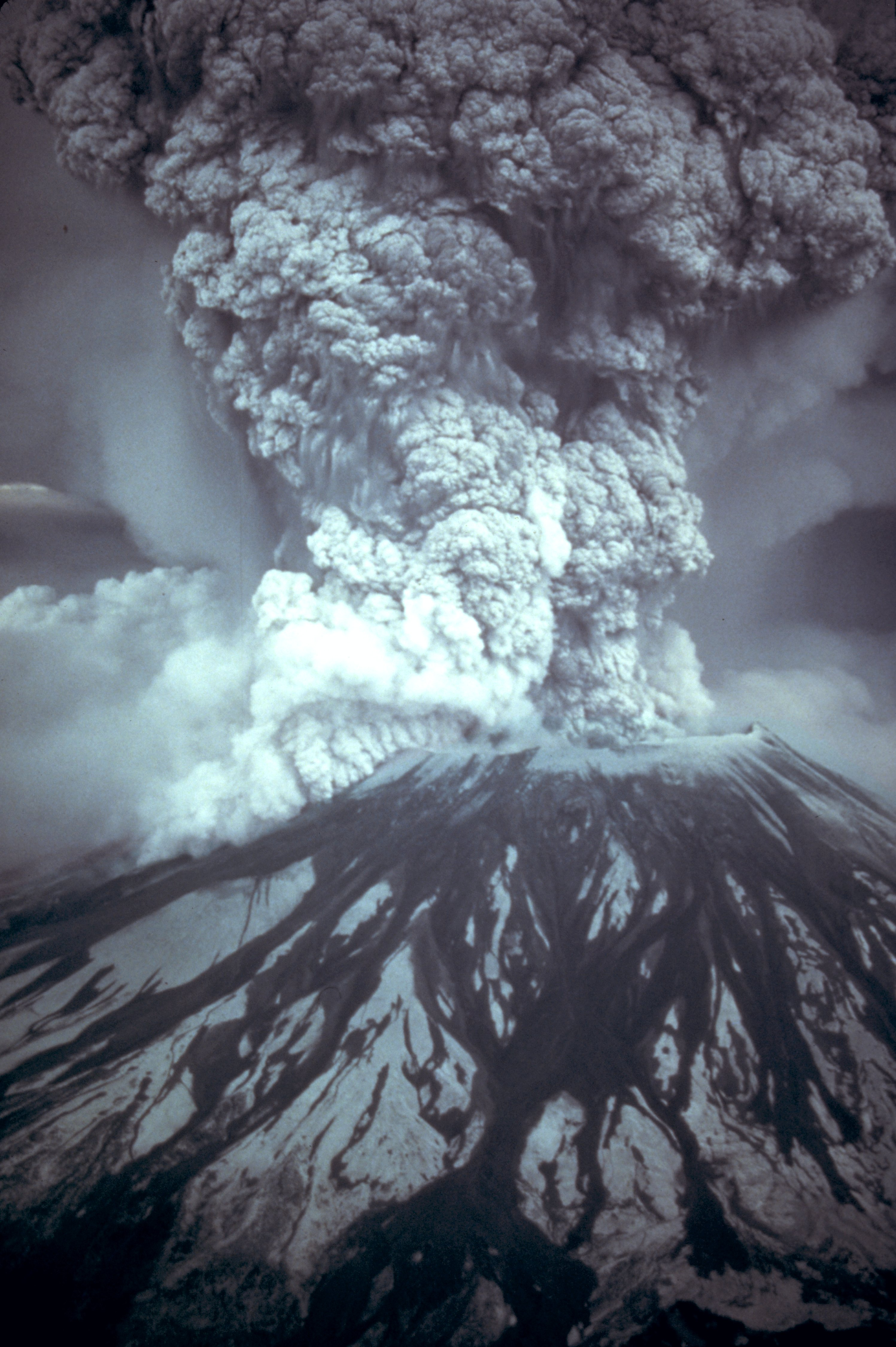
세인트헬렌스 산의 화산 폭발 (1980년)

워싱턴주는 1980년 5월 18일에 주의 남서부에 있는 세인트헬렌스 산의 화산 폭발이 57명의 사망과 재산의 수조달러의 손해에 결과를 가져올 때 자연적 재난에 의하여 타격을 받았다. 이 화산 폭발은 홍수와 화재를 일으켰고 하늘이 화산재로 뒤덮히게 되었다. 1982년 의회는 세인트 헬렌스 국립 화산 기념물을 만들었다. 이는 미국에서 첫 기념물이었다.
1900년대 후반 동안에 주의 공무원들은 워싱턴주에 더 많은 산업을 끌어들이는 노력들을 증가시켰다. 주의 높게 숙련된 노동력에서 이익이 몇몇의 전자 회사들을 발행하는 도움을 주었다. 1980년대 동안에 전기 통신, 생물 공학과 컴퓨터 소프트웨어 회사들이 더 많은 근로자들을 기용하였다. 보잉사, 마이크로소프트 주식회사 등의 확장은 1990년대에 워싱턴주의 경제에 거대하게 원조하였다.
주의 공무원들은 워싱턴 수력 발전소들에서 연어의 사망에 관한 더 많은 근심이 되었다. 컬럼비아 강과 스네이크 강의 댐들은 생선들이 재생산되는 상부의 시냇물에서 어른 연어들이 헤엄칠 수 있도록 하였다. 그러나 많은 어린 연어들은 태평양으로 향하는 시냇물을 다니면서 이 댐들에서 전기 터빈들에서 사망하였다. 1990년대와 2000년대 초반 동안에 연방 대리들과 보존 단체들은 어린 연어들에게 이 위협을 배제하는 데 다양한 계획들을 제출하였다. 이 제안은 어떤 댐들을 옮기고, 다른 댐들 주의 강물을 새 방향으로 돌리는 것을 포함하였다.
1900년대 후반 동안에 주는 약한 재목 산업과 쇠퇴하는 농산물 가격들의 문제들을 향하였다. 그러나 주의 가장 거대한 도전은 핸퍼드 사이트에 노화된 지하 탱크들로부터 세어 나오는 원자 폐물을 정화시키는 데 관련되었다. 방사능의 수질 폐물이 컬럼비아 강을 오염시켰다. 1989년 주와 연방 공무원들이 2000년대 초반으로 지속된 정화 계획을 시작하였다.
1996년 주의 투표인들은 게리 로크를 주지사로 선출하였다. 중국인 이민의 아들인 로크는 중국계로서 처음으로 미국 주의 지사로 선출되었다.

### 21세기
2004년 주지사 선거가 있던 후에 공화당원 디노 로시가 민주당 상대 후보 크리스틴 그레거를 대략 260표에 의하여 앞섰다. 2개의 재계표가 나온 후에, 그레거가 로시를 대략 130표에 의하여 앞섰다. 그레거는 2005년 1월에 주지사로 시작하였으나 공화당원들은 법적 도전을 제기하였다. 그들은 법적인 투표들과 선거 근로자들의 실수 때문에 투표가 의심스럽다고 주장하며 고소하였다. 6월에 재판관은 민주당원들의 회의에 지배하였고, 로시가 그레거에게 선거를 양보하였다.

## 경제

### 서비스업

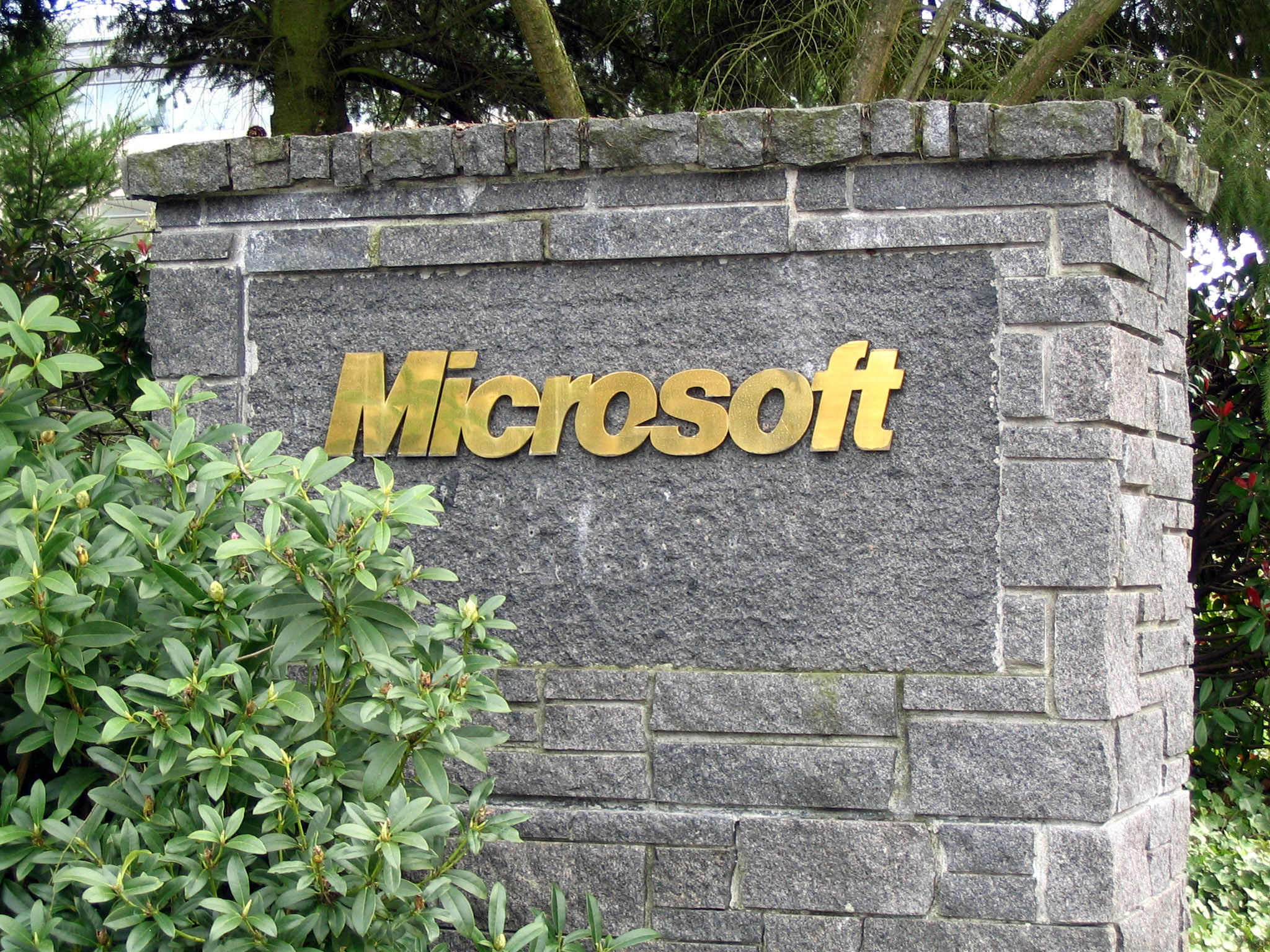
시애틀 이스트사이드 외곽 레드먼드에 있는 마이크로소프트의 본사

서비스업은 워싱턴주의 고용과 GRDP의 대략 5분의 4를 차지한다. 이 산업들의 대부분은 대도시 지역들, 특히 시애틀-터코마 지역에 집중되어 있다. 시애틀은 워싱턴주 최고의 금융 중심지이다. 주의 호텔, 식당과 소매상들의 대부분은 시애틀-터코마 지역에 있다. 시애틀에는 노드스트롬, 스타벅스, 알래스카 항공, 아마존닷컴을 포함한 몇몇 기업의 본사가 있다. 시애틀-터코마 지역은 MS를 포함한 컴퓨터 소프트웨어를 창조하는 데 전문적인 많은 회사들이 있다. 1990년대 시애틀 지역은 인터넷을 통하여 경영된 이-코머스를 성원한 제품들에 전념하는 많은 새로운 회사들의 기지를 두었다. 주도인 올림피아는 정부 활동들의 중심지이다. 미국 육군과 미국 공군을 합친 루이스-맥코드 합동 기지가 터코마의 남부에 있다. 미국 공군은 스포케인 근처에 있는 공중 전투 사령부인 페어차일드 공군 기지를 운영한다. 미국 에너지부는 리칠랜드 근처에 있는 원자력 센터인 핸퍼드 사이트를 운영하다. 핸퍼드 사이트는 세계에서 가장 큰 환경 정화 프로젝트들 중의 하나의 중심이다.

### 제조업
교통 수단은 워싱턴주의 지도적인 제조품이다. 워싱턴주는 항공기와 우주 산업의 지도적인 중심지이다. 상업적 제트기와 전투기의 지도적 생산 회사인 보잉사는 몇몇의 총회를 가지고, 킹과 스노호미시 카운티들에 연구 시설들이 있다. 워싱턴주는 또한 중요한 조선업의 주이며, 브레머턴, 시애틀과 터코마에 조선소를 두고 있다. 브레머턴에 있는 퓨젯사운드 해군 조선소는 태평양 연안에 자리잡은 가장 큰 해군 조선소들 중의 하나이다.
워싱턴주의 제조업은 거의 종업과 임업 제품들을 가공하는 데 봉납한다. 주의 식품 가공업은 생선과 정육 포장, 냉동 과일, 주스와 채소 제품들의 생산과 제과류 생산을 포함한다. 식품들의 대력 절반은 시애틀 지역에서 만들고 있다. 지도적인 임업 제품 회사 와이어헤이저는 터코마 근처에 본사를 두고 있다. 몇몇의 다른 큰 임업 제품 회사들이 주에서 운영된다. 주의 서부에 있는 많은 지역들은 종이와 목재 제품들을 제조하는 공장들을 가지고 있다.
컴퓨터와 전자 제품들은 주로 시애틀 지역에서 생산된다. 컴퓨터, 전자 의료 장치와 마이크로칩은 이 부문의 중요한 일부들이다. 시애틀은 합성 금속 제품들의 지도적인 중심지이다. 아나코티스와 펀데일에는 석유 정제소들이 있다.

### 농업

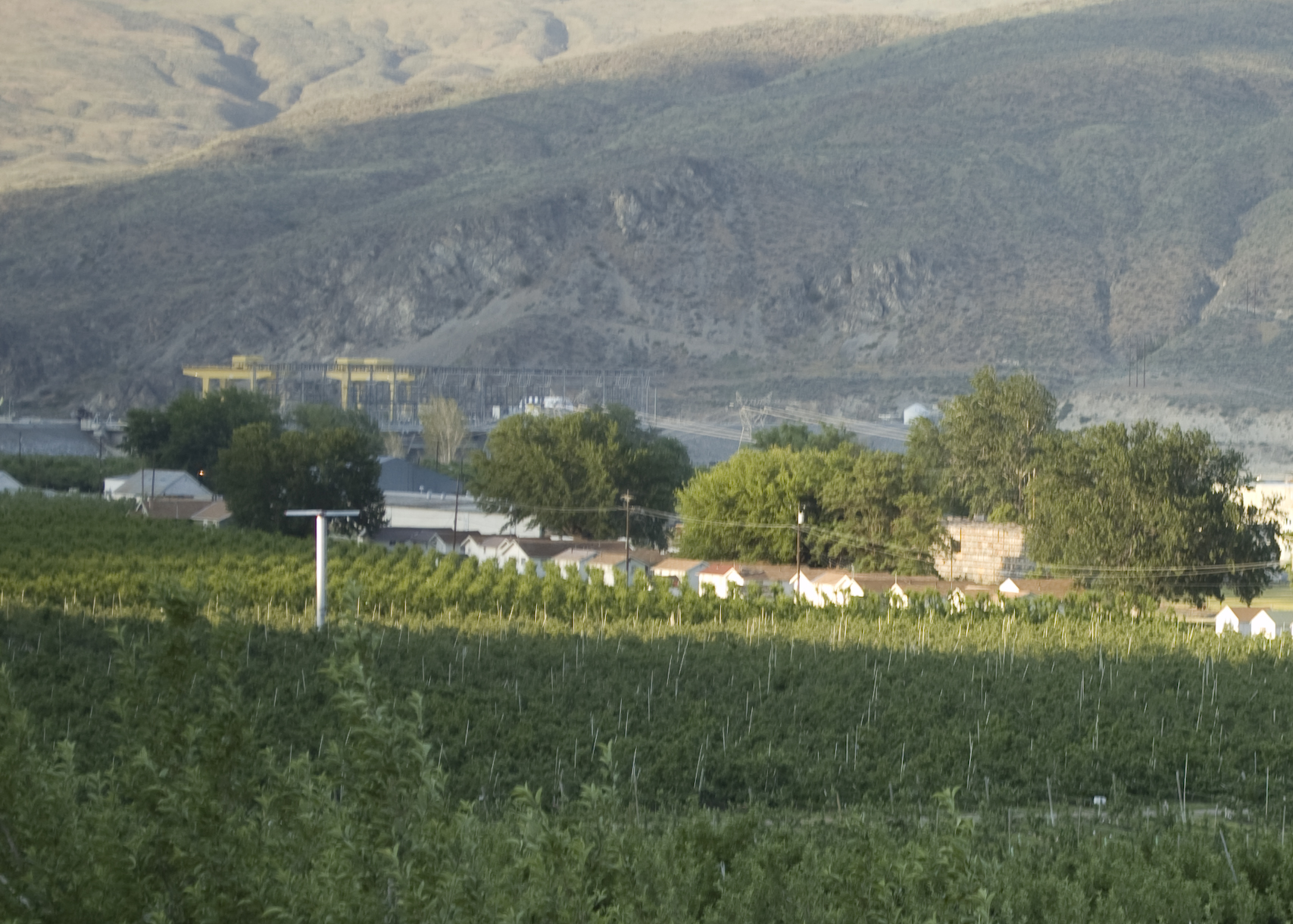
애즈웰에 있는 사과 농원

농장 지대는 워싱턴주의 내륙 지역의 대략 3분의 1을 덮고 있다. 농부들은 건조 농사법과 자극 상태의 둘다에 의하여 농작물을 생산한다. 대략 절반에 가까운 주의 농장들은 자극 상태에 있다.
밀은 워싱턴주의 가장 가치적인 곡물이다. 주의 동부의 농부들은 어떤 봄밀과 큰 양의 겨울밀을 재배한다. 워싱턴주는 호프 생산에서 나라를 이끌고 있다. 주는 아이다호주에 이어 두번째로 큰 감자 생산주이며, 애덤스, 벤턴, 프랭클린과 그랜트 카운티들에서 자라고 있다. 워싱턴주는 아스파라거스, 당근, 완두콩, 양파와 사탕옥수수, 보리와 다른 곡물들의 지도적인 생산주들 중의 하나에 들어와있다.
워싱턴주는 다른 주들보다 더 많은 사과와 배를 재배하고 있다. 주는 살구, 딸기류, 체리, 포도와 자두 등의 높은 생산주이다. 과일의 대부분은 자극된 협곡의 중부의 주에서 자란다.
온실과 종묘의 생산물들도 또한 중요하다. 이 생산물들의 대부분은 시애틀-터코마 지역에서 자란다. 워싱턴주는 또한 자주개자리의 씨, 잔듸의 씨와 박하의 생산지이기도 하다.
젖소와 육우는 주에서 가장 중요한 축산물이다. 낙농 지대의 대부분은 주의 서부에 있으며, 육우는 주의 중부에서 주로 기른다.

### 광업
주의 지도적인 광물은 깨진 돌, 모래와 자갈, 아연이다. 석회암과 트랩은 주에서 많이 채굴되는 깨진 돌의 생산물이다. 모래와 자갈은 주의 전역을 통하여, 특히 시애틀 지역에서 채굴된다. 아연은 주의 북동부에서 채굴되고 있다. 워싱턴의 다른 광물들은 점토, 금, 포틀랜드 시멘트와 은 등이 있다.

### 수산업
워싱턴주는 미국 내에서 중요한 물고기 잡이의 주이다. 많이 잡히는 수산물로는 대합조개, 게, 넙치과, 굴, 은대구과, 연어와 다랑어이다.

## 주민
| 인구조사                      | 인구      | Note | %±     |
| ----------------------------- | --------- | ---- | ------ |
| 1850년                        | 1,201     |      | —      |
| 1860년                        | 11,594    |      | 865.4% |
| 1870년                        | 23,955    |      | 106.6% |
| 1880년                        | 75,116    |      | 213.6% |
| 1890년                        | 357,232   |      | 375.6% |
| 1900년                        | 518,103   |      | 45.0%  |
| 1910년                        | 1,141,990 |      | 120.4% |
| 1920년                        | 1,356,621 |      | 18.8%  |
| 1930년                        | 1,563,396 |      | 15.2%  |
| 1940년                        | 1,736,191 |      | 11.1%  |
| 1950년                        | 2,378,963 |      | 37.0%  |
| 1960년                        | 2,853,214 |      | 19.9%  |
| 1970년                        | 3,409,169 |      | 19.5%  |
| 1980년                        | 4,132,156 |      | 21.2%  |
| 1990년                        | 4,866,692 |      | 17.8%  |
| 2000년                        | 5,894,121 |      | 21.1%  |
| 2010년                        | 6,724,540 |      | 14.1%  |
| 2019 (추산)                   | 7,614,893 |      | 13.2%  |
| 출처: 1910–2010 2019 estimate |           |      |        |

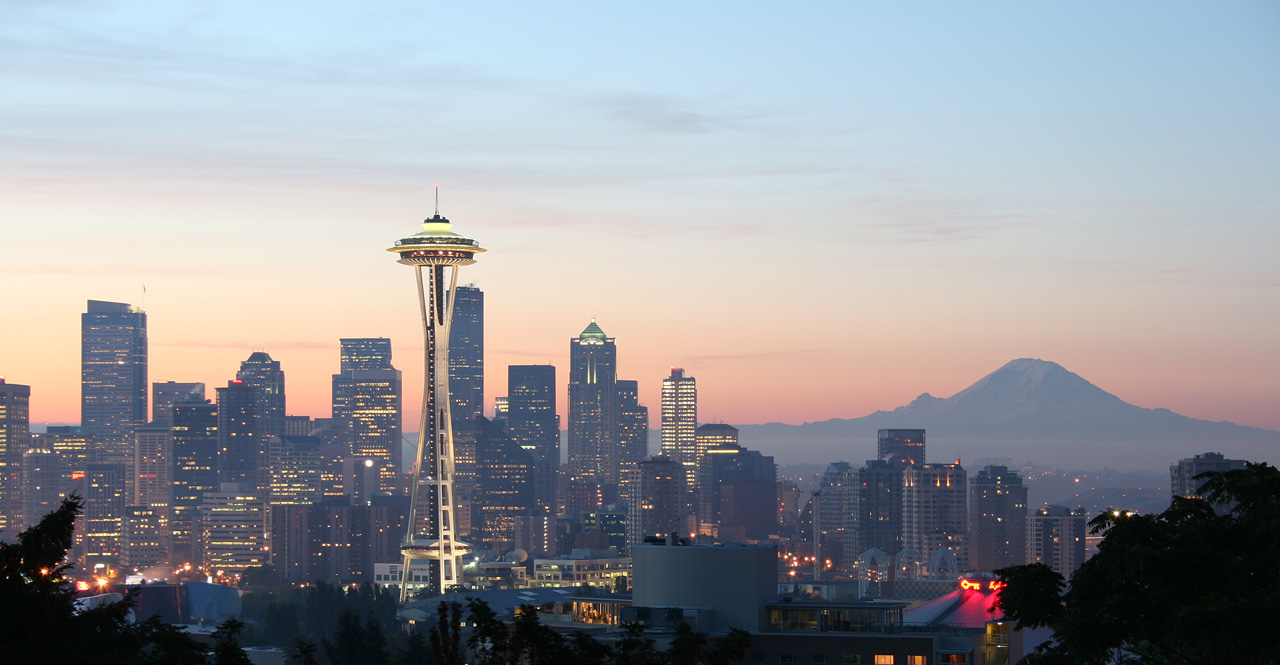
다운타운 시애틀의 야경

2019년 미국 인구 조사국은 워싱턴주의 인구가 7,614,893명이라고 보고하였다. 주의 인구는 2010년의 6,724,540명에서 13.24%나 증가하였다. 2018년 미국 인구 조사국에 의하면, 워싱턴주는 미국의 주 중 13번째로 인구가 많고, 미시시피강 서안의 주 중에는 3번째로 인구가 많다.
주민의 대략 절반은 주의 서부에 있는 시애틀-터코마-벨뷰의 메트로폴리탄 지역에 산다. 워싱턴주는 주의 전체적 혹은 부분적으로 12개의 메트로폴리탄 지역이 있다.
워싱턴주의 더 큰 도시들의 대부분은 퓨젯사운드에 걸쳐 주의 서부에 있다. 주의 가장 큰 도시 시애틀이 이 지방에 있으며, 중요한 해운업과 제조업의 중심지로 있다. 산업적 항구의 도시 터코마는 시애틀의 남부에 있다.
워싱턴주 동부의 도시들은 대부분 경작 거래, 벌목, 혹은 광업의 중심지들로서 발달하였다. 동부의 가장 큰 도시 스포케인은 철도, 제조업, 곡창과 금융의 중심지이다. 주의 남동부에 있는 리칠랜드, 패스코와 케네윅의 "트라이 시티"는 제2차 세계 대전 이후에 사이즈와 중요성에서 번영하였다. 전쟁 동안에 핸포드 원자력 센터는 타운 근처에 설립되었다.
2016년 미국 지역사회 조사에 따르면, 주 인구의 12.1%는 히스패닉 계통이다. 아시아인들은 8.9%를 차지하고, 아프리카계 미국인은 주 인구의 대략 4.2%를 차지한다. 워싱턴주에는 약 90,000명의 아메리카 인디언들이 살고 있다. 많은 그들은 주에서 30개의 보호 지역에 가까운 한 지역에 살고 있다.
주에서 인구가 많은 민족들은 독일인(17.8%), 아일랜드인(10.8%), 영국인(10.4%), 노르웨이인(5.4%), 미국인(4.6%)이다.

## 기후
| 워싱턴주 (1895-2015)의 기후 | 워싱턴주 (1895-2015)의 기후 | 워싱턴주 (1895-2015)의 기후 | 워싱턴주 (1895-2015)의 기후 | 워싱턴주 (1895-2015)의 기후 | 워싱턴주 (1895-2015)의 기후 | 워싱턴주 (1895-2015)의 기후 | 워싱턴주 (1895-2015)의 기후 | 워싱턴주 (1895-2015)의 기후 | 워싱턴주 (1895-2015)의 기후 | 워싱턴주 (1895-2015)의 기후 | 워싱턴주 (1895-2015)의 기후 | 워싱턴주 (1895-2015)의 기후 | 워싱턴주 (1895-2015)의 기후 |
| 월 | 1월                         | 2월                         | 3월                         | 4월                         | 5월                         | 6월                         | 7월                         | 8월                         | 9월                         | 10월                        | 11월                        | 12월                        | 연간                        |
| --- | --------------------------- | --------------------------- | --------------------------- | --------------------------- | --------------------------- | --------------------------- | --------------------------- | --------------------------- | --------------------------- | --------------------------- | --------------------------- | --------------------------- | --------------------------- |
| 역대 최고 기온 °F (°C) | 74 (23)                     | 83 (28)                     | 95 (35)                     | 103 (39)                    | 107 (42)                    | 113 (45)                    | 118 (48)                    | 118 (48)                    | 111 (44)                    | 99 (37)                     | 83 (28)                     | 74 (23)                     | 118 (48)                    |
| 월평균 최고 기온 °F (°C) | 60 (16)                     | 64 (18)                     | 73 (23)                     | 86 (30)                     | 94 (34)                     | 102 (39)                    | 109 (43)                    | 106 (41)                    | 98 (37)                     | 84 (29)                     | 67 (19)                     | 60 (16)                     | 112 (44)                    |
| 일평균 최고 기온 °F (°C) | 34.8 (1.6)                  | 40.6 (4.8)                  | 47.7 (8.7)                  | 55.9 (13.3)                 | 63.6 (17.6)                 | 69.9 (21.1)                 | 78.0 (25.6)                 | 77.3 (25.2)                 | 69.4 (20.8)                 | 57.2 (14.0)                 | 43.2 (6.2)                  | 36.2 (2.3)                  | 56.2 (13.4)                 |
| 일평균 최저 기온 °F (°C) | 23.0 (−5.0)                 | 26.0 (−3.3)                 | 29.6 (−1.3)                 | 34.2 (1.2)                  | 40.1 (4.5)                  | 45.7 (7.6)                  | 50.5 (10.3)                 | 50.0 (10.0)                 | 44.7 (7.1)                  | 37.2 (2.9)                  | 29.9 (−1.2)                 | 25.3 (−3.7)                 | 36.4 (2.4)                  |
| 월평균 최저 기온 °F (°C) | −19 (−28)                   | −8 (−22)                    | −2 (−19)                    | 14 (−10)                    | 21 (−6)                     | 26 (−3)                     | 31 (−1)                     | 31 (−1)                     | 24 (−4)                     | 16 (−9)                     | 2 (−17)                     | −8 (−22)                    | −20 (−29)                   |
| 역대 최저 기온 °F (°C) | −42 (−41)                   | −40 (−40)                   | −25 (−32)                   | −7 (−22)                    | 11 (−12)                    | 20 (−7)                     | 22 (−6)                     | 20 (−7)                     | 11 (−12)                    | −5 (−21)                    | −29 (−34)                   | −48 (−44)                   | −48 (−44)                   |
| 평균 강수량 인치 (mm) | 6.08 (154)                  | 4.61 (117)                  | 4.23 (107)                  | 2.87 (73)                   | 2.31 (59)                   | 1.89 (48)                   | 0.85 (22)                   | 1.02 (26)                   | 1.93 (49)                   | 3.67 (93)                   | 6.22 (158)                  | 6.52 (166)                  | 42.2 (1,072)                |
| 출처 1: “Office of the Washington State Climatologist”. OWSC. 2016년 7월 27일에 확인함.                                          |                             |                             |                             |                             |                             |                             |                             |                             |                             |                             |                             |                             |                             |
| 출처 2: “Comparative Data for the Western States.”. WRCC. 2016년 7월 29일에 원본 문서에서 보존된 문서. 2016년 7월 27일에 확인함. |                             |                             |                             |                             |                             |                             |                             |                             |                             |                             |                             |                             |                             |

## 교육

### 대학교

#### 주립 대학교
- 센트럴 워싱턴 대학교
- 에버그린 주립 대학교
- 워싱턴 대학교
- 워싱턴 주립 대학교
- 웨스턴 워싱턴 대학교
- 이스턴 워싱턴 대학교

## 같이 보기
- 워싱턴주의 군 목록
- 포인트로버츠(Point Roberts)
- 포인트로버츠 에어파크(Point Roberts Airpark)